# Parafia Najświętszego Serca Pana Jezusa w Rejowcu
Parafia Najświętszego Serca Pana Jezusa w Rejowcu jest jedną z 10 parafii leżącą w granicach dekanatu kiszkowskiego. Erygowana w 1976 roku.

## Dokumenty
Księgi metrykalne: 
- ochrzczonych od 1976 roku
- małżeństw od 1976 roku
- zmarłych od 1976 roku